# Phreatia mearnsii
Phreatia mearnsii är en orkidéart som beskrevs av Oakes Ames. Phreatia mearnsii ingår i släktet Phreatia och familjen orkidéer. Inga underarter finns listade i Catalogue of Life.